# FC Schukura Kobuleti
Der FC Schukura Kobuleti (georgisch საფეხბურთო კლუბი შუქურა ქობულეთი) ist ein georgischer Fußballverein aus Kobuleti und spielt in der vierthöchsten Spielklasse Georgiens, der Liga 4. Die Klubfarben sind schwarz-weiß.

## Allgemeines
Der Verein wurde 1968 gegründet. Der Name Schukura bedeutet „Leuchtturm“. In der Saison 1993/94 spielte der Klub erstmals in der Umaghlessi Liga, wo er nur eine Saison verbrachte. Danach wurde das Team aufgelöst.
Nach der Reorganisierung 2011 unter dem damaligen Cheftrainer Aslan Baladze entwickelte sich das Team wieder erfolgreich. 2013 erreichte der Klub den dritten Platz in der Pirveli Liga. Ein Jahr später stand die Mannschaft im Halbfinale des georgischen Pokals. Zudem konnte im gleichen Jahr mit der Meisterschaft der Aufstieg in die Umaghlessi Liga gelingen.

## Stadion
Das Zentralstadion wurde nach dem Umbau 2012 zu Ehren von Rewas Tschelebadse in Chele Arena umbenannt. Es hat ein Fassungsvermögen von 6000 Plätzen.

## Erfolge
- Pirveli Liga: Sieger 2014